# Jenny Winkler
Jenny Winkler (* 13. Mai 1979 in Hanau, Hessen) ist eine deutsche Schauspielerin.
Winkler spielte in der Seifenoper Verbotene Liebe (Das Erste) die Rolle der Nathalie von Lahnstein bis November 2010.
Sie absolvierte eine Ausbildung zur Bankkauffrau und das staatliche Schauspiel-Examen.
Winkler spielte in dem Film Berühmt wie der Mond und diversen anderen Kurzfilmen und Theaterstücken mit, unter anderem in Treue oder Der Hochzeitstag im Erthaltheater und in Passion auf der Studiobühne Köln.
Außerdem sang sie bei einem Konzert des Sängers Nico Pohl mit. Im September 2012 (ausgestrahlt am 25. Oktober 2012) nahm Winkler erfolglos an den Blind-Auditions zu The Voice of Germany teil.
In der Ausgabe Oktober 2006 des Playboy-Magazins erschien eine Serie freizügiger Fotos von Jenny Winkler.

## Filmografie
- 2002: Das Familiengericht
- 2003: Teufelsmelody (Kurzfilm)
- 2003: Berühmt wie der Mond
- 2003: Philine & Phyllis (Kurzfilm)
- 2004: Die Band (Kurzfilm)
- 2004–2010: Verbotene Liebe
- 2008: 112 – Sie retten dein Leben
- 2009: Takiye-Spur des Terrors
- 2009: Danni Lowinski
- 2010: Alarm für Cobra 11 – Die Autobahnpolizei